# Frente para la Unidad de los Trabajadores
Frente para la Unidad de los Trabajadores (FUT) fou una agrupació electoral creada el 1977 per la Lliga Comunista Revolucionària, Acción Comunista, Partit Obrer d'Unificació Marxista i Organización de Izquierda Comunista per a presentar-se a les eleccions generals espanyoles de 1977, donat el fet que cap d'ells havia estat legalitzat a temps. A les eleccions va obtenir 41.208 vots (0,23%).